# Albin Proppe

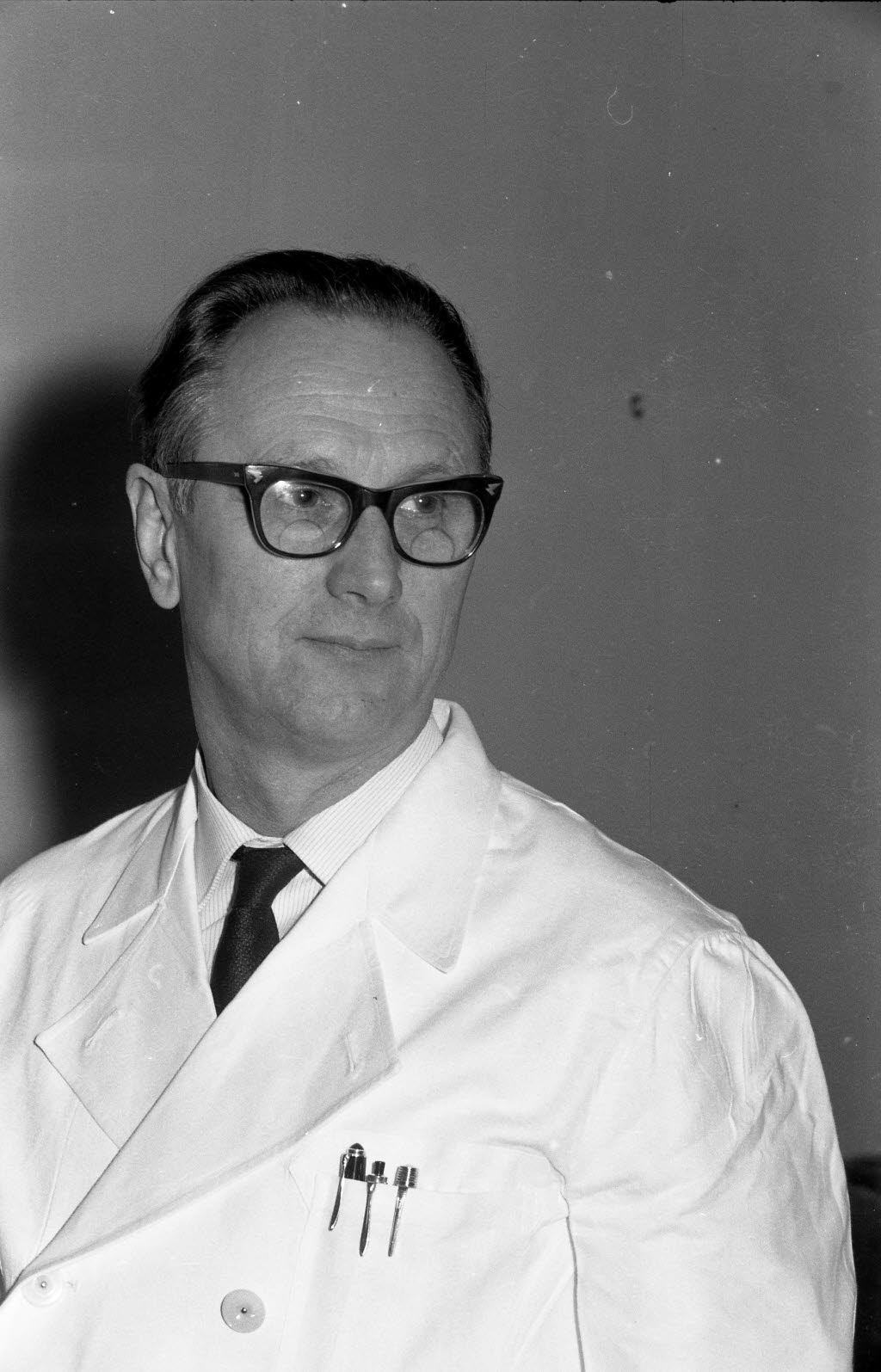
Albin Proppe (1965)

Albin Hans Sigo Proppe (* 19. Mai 1907 in Trier, Rheinprovinz, Deutsches Reich; † 29. November 1990 in Kiel) war ein deutscher Dermatologe.

## Leben

### Familie und Ausbildung
Albin Proppe, Sohn des Professors an der Trierer Kunstgewerbeschule Hans Proppe (1875–1951) und der Elise Proppe, geborene Delling, widmete sich nach dem Abitur am Realgymnasium Trier dem Studium der Medizin an der Friedrich-Schiller-Universität Jena, der Universität zu Köln und der Johann Wolfgang Goethe-Universität Frankfurt am Main, dort wurde er 1931 zum Dr. med. promoviert.
Der konfessionslose Albin Proppe vermählte sich im Jahre 1933 mit Milly, geborene Pleitz. Der Ehe entstammten drei Kinder. Proppe starb im November 1990 83-jährig in Kiel.

### Beruflicher Werdegang
Albin Proppe erhielt ein Jahr nach seiner Promotion eine Assistentenstelle bei Erich Langer an der Venerologischen Abteilung des Städtischen Krankenhauses Berlin-Britz. Im Folgejahr wechselte Albin Proppe zu Hans Theodor Schreus an die Hautklinik der Medizinischen Akademie Düsseldorf. 1937 habilitierte er sich als Privatdozent für Haut- und Geschlechtskrankheiten, 1939 wurde er zum Oberarzt, 1943 zum außerplanmäßigen Professor befördert. Am 16. Oktober 1937 beantragte er die Aufnahme in die NSDAP und wurde rückwirkend zum 1. Mai desselben Jahres aufgenommen (Mitgliedsnummer 4.836.418). In den Jahren 1939 bis 1944 leistete er Kriegsdienst.
1950 folgte er einem Ruf auf eine außerordentliche Professur für Haut- und Geschlechtskrankheiten an die Hautklinik der Medizinischen Fakultät der Christian-Albrechts-Universität zu Kiel. Proppe, der die Hautklinik von 1950 bis 1974 leitete, wurde 1953 zum ordentlichen Professor ernannt. Zusätzlich fungierte er im Studienjahr 1955/56 als Dekan der Medizinischen Fakultät, 1975 wurde er emeritiert.
Seine Forschungen betrafen die Strahlentherapie, Hämangiome des Säuglings, Venerologie sowie Epidemiologie. Albin Proppe wurde zum Ehrenmitglied der Italienischen Dermatologischen Gesellschaft, der Jugoslawischen Dermatologischen Gesellschaft und der Deutschen Gesellschaft für Medizinische Informatik, Biometrie und Epidemiologie gewählt.

## Publikationen (Auswahl)
- Die Markscheidenentwicklung im Kaninchenauge, mit besonderer Berücksichtigung der Fettkörnchenzellenbefunde. Medizinische Dissertation Frankfurt. Karger, Berlin 1931.
- Die geschichtliche Entwicklung der Dermatologie im Spiegel der Universitäts-Hautklinik Kiel (= Schriftenreihe der Nordwestdeutschen Dermatologischen Gesellschaft. Heft 2). Lipsius und Tischer, Kiel 1951.
- Ein Leben für die Dermatologie. Diesbach, Berlin 1993.